# Trattato di Nimega
Il trattato di Nimega è stato il trattato di pace che pose fine alla Guerra d'Olanda; fu firmato tra le Province Unite e il Regno di Francia il 10 agosto 1678 presso la città olandese di Nimega.

## Mutamenti territoriali

### Restituzioni francesi
La Francia restituì:
- la città di Maastricht e il principato d'Orange, occupato militarmente dai francesi dal 1672, a Guglielmo III. Inoltre le Province Unite beneficiarono della soppressione della tariffa doganale francese istituita da Colbert nel 1667, e di quella sul diritto di albinaggio;
- la Catalogna, la città di Messina, il ducato di Limburgo e le piazzeforti di Charleroi, Binche, Ath, Audenarde e Courtrai alla Spagna.

### Conquiste francesi
La Spagna cedette alla Francia:
- la Franca Contea;
- le piazzeforti fiamminghe di Cassel, Bailleul, Ypres, Wervick e Warneton e le piazzeforti di Cambrai, Bouchain, Condé-sur-l'Escaut, Bavay e Valenciennes, nella Contea di Hainaut.

## Conseguenze

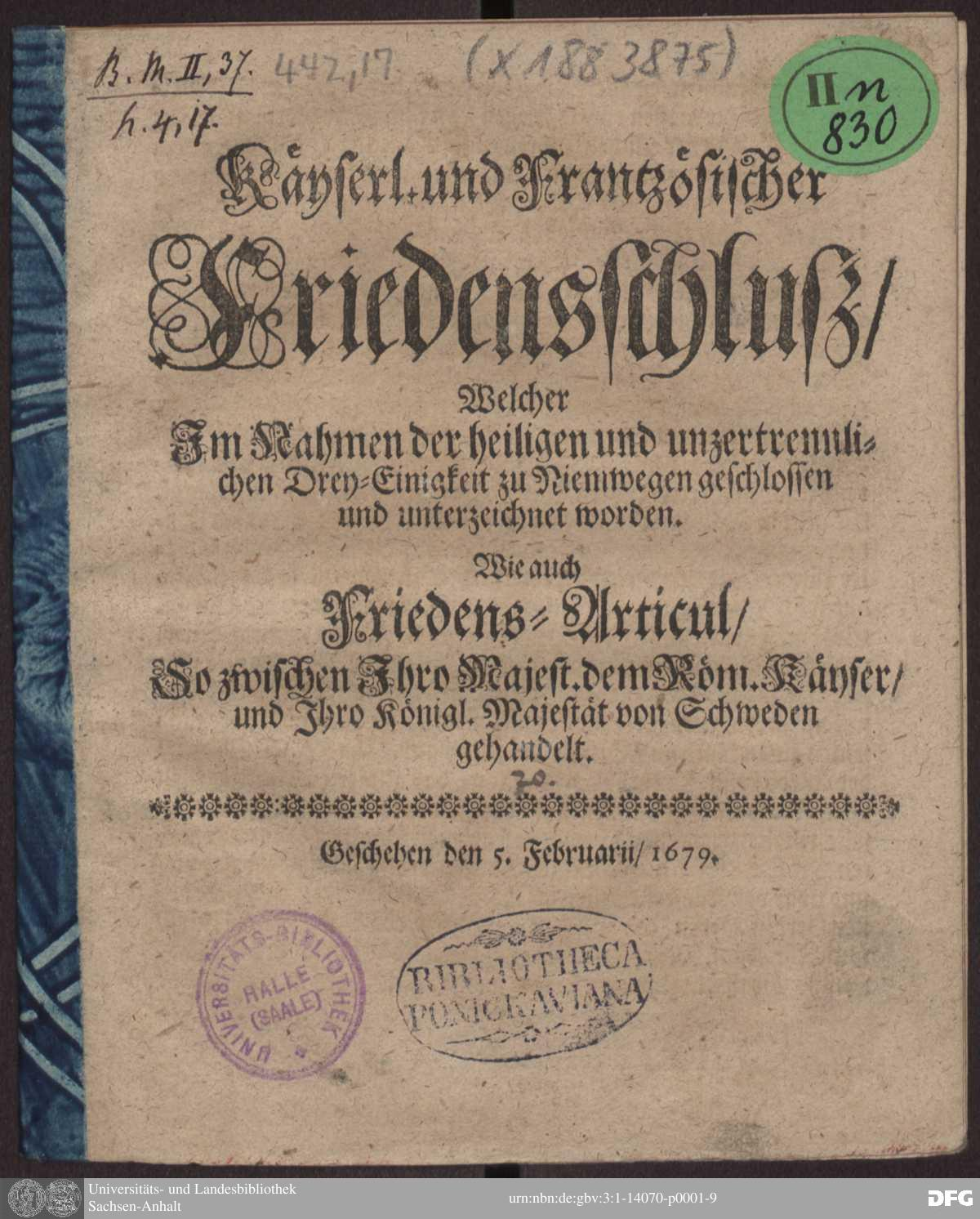
Documento del trattato

In totale, la frontiera settentrionale della Francia fu consolidata, con la riduzione del numero di enclavi. Inoltre la Franca Contea unì la Francia all'Alta Alsazia (trattato del 17 settembre 1678).
La pace di Nimega fu completata dal trattato firmato il 5 febbraio 1679 tra Luigi XIV e l'imperatore Leopoldo I d'Asburgo: Leopoldo dovette cedere alla Francia le città di Friburgo in Brisgovia (fino al 1697) e Kehl (fino al 1698), sulla riva destra del Reno, considerate parte del sistema di difesa di Strasburgo, e a riconoscere le disposizioni della Pace di Vestfalia del 1648.
Il duca Carlo V di Lorena rifiutò le condizioni umilianti del trattato, il quale prevedeva che potesse recuperare il suo ducato, eccetto Nancy, ma accettando la creazione di quattro strade che lo attraversassero. Di conseguenza Luigi XIV continuò con l'occupazione della Lorena e annetté la piazzaforte di Longwy.
Nel novembre 1679, Luigi XIV obbligò la Danimarca e il Brandeburgo a restituire alla Svezia, alleata della Francia, tutti i territori conquistati. L'Elettore di Brandeburgo accettò, in cambio di una rendita annuale di 100.000 lire per dieci anni, di sostenere il candidato della Francia all'elezione imperiale.
Dopo la firma del trattato di Nimega, il re di Francia creò le Camere di riunione per estendere il suo dominio sulle dipendenze dei territori ceduti.
Il trattato segnò la fine della Decapoli alsaziana e dell'autonomia della regione.